# Лэмпсон, Майлс, 1-й барон Киллён
Майлс Лэмпсон, 1-й барон Киллён  (англ. Miles Wedderburn Lampson, 1st Baron Killearn; 24.08.1880 — 18.09.1964) — британский дипломат. Барон с 1943 года. Член Тайного совета (1941).
Входил в Тайный совет Великобритании с 1941 года.
Внук en:Sir Curtis Lampson, 1st Baronet.
Обучался в Итоне.
На дипломатической службе с 1903 года.
В 1920 году являлся исполняющим обязанности верховного комиссара Великобритании в Сибири.
В 1926—1933 годах — посланник Великобритании в Китае.
С 1934 года — верховный комиссар, в 1936—1946 годах первый посол Великобритании в Египте.
В 1946—1948 годах — особый комиссар Великобритании в Южной Азии.
С 1912 года был женат на Рэйчел Мэри Хеле Фиппс, с которой имел сына и двух дочерей. После смерти первой жены в 1930 году женился в 1934 году на дочери en:Aldo Castellani Жаклин Олдин Лесли, с которой также имел сына и двух дочерей.
Скончался 18 сентября 1964 года в возрасте 84 лет. Наследником его титула является сын от первого брака, майор Грэм Кертис Лэмпсон.